# Mycetophila strobli
Mycetophila strobli är en tvåvingeart som beskrevs av Lastovka 1972. Mycetophila strobli ingår i släktet Mycetophila och familjen svampmyggor. Arten är reproducerande i Sverige. Inga underarter finns listade i Catalogue of Life.